# Сантьяго Уондерерс
«Сантья́го Уо́ндерерс» (исп. Club de Deportes Santiago Wanderers S.A.D.P.) — чилийский футбольный клуб из города Вальпараисо. На данный момент выступает в высшем дивизионе Чили. «Сантьяго Уондерерс» трижды становился чемпионом Чили и дважды побеждал в национальном кубке.

## История
Команда была основана 15 августа 1892 года и является старейшим чилийским футбольным клубом. Будучи трёхкратным чемпионом, «Сантьяго Уондерерс» является вторым по титулованности клубом Чили, которые базируются за пределами столицы Сантьяго, уступая по этому показателю только «Кобрелоа» из Каламы.
Всего в высшем дивизионе «Уондерерс» провёл 63 сезона.

## Достижения
- Чемпион Чили (3): 1958, 1969, 2001
- Вице-чемпион Чили (4): 1949, 1956, 1960, Апертура 2014
- Обладатель Кубка Чили (3): 1959, 1961, 2017
- Финалист Кубка Чили (2): 1960, 1974
- Победитель Второго дивизиона (3): 1978, 1995, 2019

## Статистика
- Участник Высшего дивизиона чемпионата Чили (63): 1937, 1944—1977, 1979, 1980, 1983, 1984, 1990, 1991, 1996—1998, 2000—2007, 2010—2017, 2020—2021
- Участник Второго дивизиона (Примера B) (18): 1978, 1981—1982, 1985—1989, 1992—1995, 1999, 2008—2009, 2018—2019, 2022—н.в.
- Участник Кубка Либертадорес (3): 1969, 2002, 2018
- Участник Южноамериканского кубка (2): 2002, 2004